# سمة شاذة

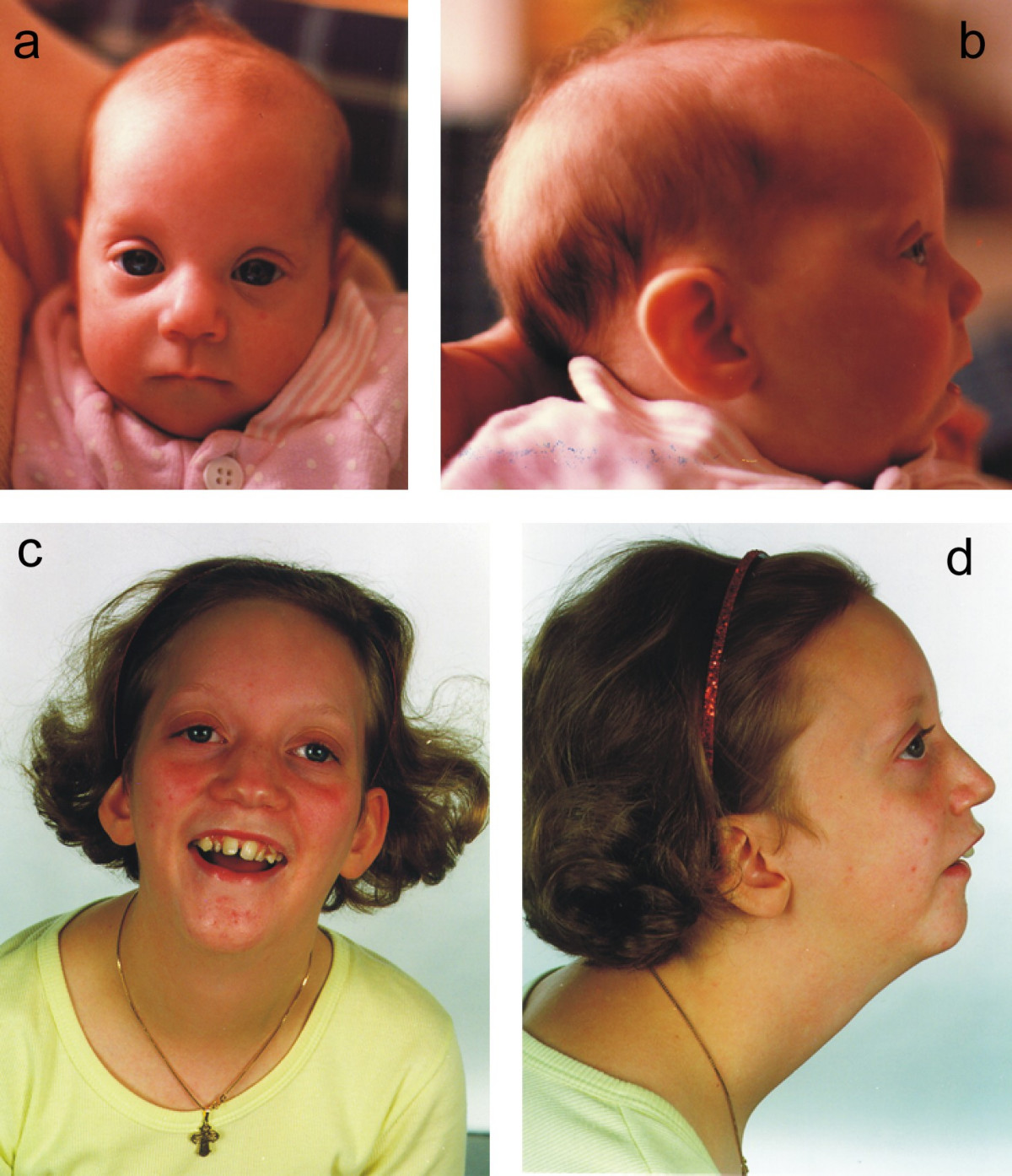
سمات شاذة متعددة لدى مريض مصاب بمتلازمة بيت-روجرز-دانكس: صغر الرأس، وصغر الفك، وبروز مقل العيون

سمات شاذة أو مظاهر تشوه أو ميزات تشوه أو ملامح ديسمورفك أو سمات خلل الشكل (بالإنجليزية: Dysmorphic feature) هي اختلاف غير طبيعي في بنية الجسم. يمكن أن يكون نتيجة معزولة لدى شخص طبيعي، أو يمكن أن يكون مرتبطًا بـمتلازمة وراثية أو عيب خلقي. خلل المورفولوجيا (Dysmorphology) هو دراسة سمات التشوه وأصولها والتسميات الصحيحة. أحد التحديات الرئيسية في تحديد ووصف ميزات التشوه هو استخدام وفهم مصطلحات محددة بين الأفراد المختلفين. عادة ما يكون علماء الوراثة السريرية وأطباء الأطفال هم الأكثر مشاركة في تحديد ووصف سمات التشوه، حيث يظهر معظمها خلال مرحلة الطفولة.
يمكن أن تختلف سمات خلل الشكل من الحالات الشاذة المعزولة والخفيفة مثل التشوهات السريرية أو الزلالية إلى التشوهات الخلقية الشديدة، مثل عيوب القلب وتضخم الدماغ . في بعض الحالات، تكون سمات التشوه جزءًا من صورة سريرية أكبر، تُعرف أحيانًا بالتسلسل أو المتلازمة أو الارتباط. يعد التعرف على أنماط سمات التشوه جزءًا مهمًا من عملية التشخيص التي يقوم بها اختصاصي الوراثة، حيث أن العديد من الأمراض الوراثية تتواجد مع مجموعة مشتركة من السمات. هناك العديد من قواعد البيانات المتاحة تجاريًا والتي تسمح للأطباء بإدخال ميزاتهم الملحوظة في المريض لإنشاء تشخيص تفريقي. قواعد البيانات هذه ليست معصومة من الخطأ، لأنها تتطلب من الطبيب تقديم خبرته الخاصة، خاصة عندما تكون المظاهر السريرية المرصودة عامة. يمكن أن يعاني الطفل الذكر الذي يعاني من قصر القامة وفرط التباعد من عدة اضطرابات مختلفة، لأن هذه النتائج ليست محددة بدرجة كبيرة. ومع ذلك، فإن اكتشاف مثل ارتفاق الأصابع 2.3 يرفع مؤشر الشك في الإصابة بمتلازمة سميث-ليملي-أوبيتز.
تعمل معظم المشاريع مفتوحة المصدر التي تنفذ تحديد أولويات الجينات أو الأمراض التي يحركها النمط الظاهري مع مصطلحات علم وجود النمط الظاهري البشري. يمكن استخدام هذه المفردات الخاضعة للرقابة لوصف السمات السريرية للمريض وهي مناسبة لأساليب التعلم الآلي. يمكن استخدام قواعد البيانات التي يمكن الوصول إليها بشكل عام والتي تستخدمها المختبرات لإيداع نتائجها التشخيصية، مثل ClinVar، لإنشاء رسوم بيانية معرفية لاستكشاف مساحة الميزات السريرية.
تكون سمات التشوه موجودة دائمًا منذ الولادة، على الرغم من أن بعضها لا يظهر فورًا عند الفحص البصري. يمكن تقسيمها إلى مجموعات بناءً على أصلها، بما في ذلك التشوهات (النمو غير الطبيعي)، والاضطرابات (الضرر الذي يلحق بالأنسجة الطبيعية سابقًا)، والتشوهات (الضرر الناجم عن قوة بدنية خارجية) وخلل التنسج (النمو غير الطبيعي أو التنظيم داخل الأنسجة).

## خلل المورفولوجيا
خلل مورفولوجيا هو نظام استخدام سمات خلل الشكل في إجراءات التشخيص وتحديد الاضطرابات المتلازمية. في السنوات الأخيرة، أدى التقدم في رؤية الكمبيوتر أيضًا إلى العديد من أساليب التعلم العميق التي تساعد علماء الوراثة في دراسة الجشطالت الوجهية.